# Jurijs Hudjakovs
Jurijs Hudjakovs (16 febbraio 1969) è un ex calciatore lettone, di ruolo attaccante.

## Carriera

### Club
Cominciò la propria carriera nell'Olimps Riga (all'epoca noto come Kompar-Daugava). Dopo un anno al DAG Liepāja ritorna nuovamente al Celtnieks, nel frattempo rinominato in Lokomotive.
Cominciò, poi, una lunga parentesi all'estero, prima in Ucraina con il Metalurh Zaporižžja, poi in Svezia al Gällivare, in Russia con il Neftechimik Nižnekamsk e in Polonia con Zagłębie Lubin.
Chiuse la carriera in patria al Ventspils.

### Nazionale
La sua prima e unica apparizione in nazionale avvenne in occasione della seconda storica partita della Lettonia dopo il ritorno dell'indipendenza, l'amichevole dell'8 aprile 1992 contro Malta, entrando negli ultimi 20 minuti al posto di Jurijs Popkovs.

## Palmarès
- Coppa di Lettonia: 1

Celtnieks: 1991

## Statistiche

### Cronologia presenze e reti in Nazionale
| Cronologia completa delle presenze e delle reti in nazionale ― Lettonia | Cronologia completa delle presenze e delle reti in nazionale ― Lettonia | Cronologia completa delle presenze e delle reti in nazionale ― Lettonia | Cronologia completa delle presenze e delle reti in nazionale ― Lettonia | Cronologia completa delle presenze e delle reti in nazionale ― Lettonia | Cronologia completa delle presenze e delle reti in nazionale ― Lettonia | Cronologia completa delle presenze e delle reti in nazionale ― Lettonia | Cronologia completa delle presenze e delle reti in nazionale ― Lettonia |
| Data                                                                    | Città                                                                   | In casa                                                                 | Risultato                                                               | Ospiti                                                                  | Competizione                                                            | Reti                                                                    | Note                                                                    |
| ----------------------------------------------------------------------- | ----------------------------------------------------------------------- | ----------------------------------------------------------------------- | ----------------------------------------------------------------------- | ----------------------------------------------------------------------- | ----------------------------------------------------------------------- | ----------------------------------------------------------------------- | ----------------------------------------------------------------------- |
| 26-5-1992                                                               | Attard                                                                  | Malta                                                                   | 1 – 0                                                                   | Lettonia                                                                | Amichevole                                                              | -                                                                       | 70’                                                                     |
| Totale                                                                  |                                                                         | Presenze                                                                | 1                                                                       |                                                                         | Reti                                                                    | 0                                                                       |                                                                         |